# العلاقات الغابونية الكازاخستانية
العلاقات الغابونية الكازاخستانية هي العلاقات الثنائية التي تجمع بين الغابون وكازاخستان.

## مقارنة بين البلدين
هذه مقارنة عامة ومرجعية للدولتين:
| وجه المقارنة                                              | الغابون                        | كازاخستان                      |
| --------------------------------------------------------- | ------------------------------ | ------------------------------ |
| المساحة (كم2)                                             | 267.67 ألف                     | 2.72 مليون                     |
| عدد السكان (نسمة)                                         | 2.03 مليون                     | 17.95 مليون                    |
| الكثافة السكانية (ن./كم²)                                 | 7.58                           | 6.6                            |
| العاصمة                                                   | ليبرفيل                        | نور سلطان                      |
| اللغة الرسمية                                             | لغة فرنسية                     | اللغة القازاقية، اللغة الروسية |
| العملة                                                    | فرنك وسط أفريقي                | تينغ كازاخستاني                |
| الناتج المحلي الإجمالي (بليون دولار)                      | 14.62 مليار                    | 159.41 مليار                   |
| الناتج المحلي الإجمالي (تعادل القوة الشرائية) بليون دولار | 34.65 مليار                    | 439.39 مليار                   |
| الناتج المحلي الإجمالي الاسمي للفرد دولار أمريكي          | 8.27 ألف                       | 10.51 ألف                      |
| الناتج المحلي الإجمالي للفرد دولار أمريكي                 | 19.43 ألف                      | 24.23 ألف                      |
| مؤشر التنمية البشرية                                      | 0.684                          | 0.788                          |
| رمز المكالمات الدولي                                      | +241                           | +7                             |
| رمز الإنترنت                                              | .ga                            | .kz، .қаз ‏                     |
| المنطقة الزمنية                                           | ت ع م+01:00، توقيت غرب أفريقيا | ت ع م+05:00، ت ع م+06:00       |

## منظمات دولية مشتركة
يشترك البلدان في عضوية مجموعة من المنظمات الدولية، منها:
| علم المنظمة | اسم المنظمة                               | تاريخ انضمام الغابون | تاريخ انضمام كازاخستان |
| ----------- | ----------------------------------------- | -------------------- | ---------------------- |
|             | يونسكو                                    | 16 نوفمبر 1960       | 22 مايو 1992           |
|             | الفريق المعني برصد الأرض                  | ?                    | ?                      |
|             | مؤسسة التمويل الدولية                     | 20 أكتوبر 1970       | 30 سبتمبر 1993         |
|             | منظمة التعاون الإسلامي                    | ?                    | ?                      |
|             | المركز الدولي لتسوية المنازعات الاستشارية | 14 أكتوبر 1966       | 21 أكتوبر 2000         |
|             | منظمة حظر الأسلحة الكيميائية              | ?                    | ?                      |
|             | مؤسسة التنمية الدولية                     | 4 نوفمبر 1963        | 23 يوليو 1992          |
|             | وكالة ضمان الاستثمار متعدد الأطراف        | 26 مارس 2003         | 12 أغسطس 1993          |
|             | الاتحاد البريدي العالمي                   | ?                    | ?                      |
|             | الاتحاد الدولي للاتصالات                  | 28 ديسمبر 1960       | 23 فبراير 1993         |
|             | منظمة الشرطة الجنائية الدولية             | ?                    | ?                      |
|             | الأمم المتحدة                             | 20 سبتمبر 1960       | 2 مارس 1992            |
|             | البنك الدولي للإنشاء والتعمير             | 10 سبتمبر 1963       | 23 يوليو 1992          |

## وصلات خارجية
- موقع وزارة الخارجية الكازاخستانية